# Simon Rumley
Simon Rumley (1970) è un regista e sceneggiatore britannico.

## Premi
- 2006 - "Sitges - Catalonian International Film Festival" vince con The Handyman (2006) la categoria "Best Short Film" (legato a For(r)est in the Des(s)ert).
- 2006 - "Sitges - Catalonian International Film Festival" vince la Menzione speciale alla sezione "New Visions Award" con The Living and the Dead (2006)
- 2006 - "Rhode Island International Film Festival" vince il primo premio sezione "Short Film Competition" con The Handyman (2006) (pari merito con Tom Beach)
- 2006 - "Austin Fantastic Fest Award" vince il Premio della giuria per la "Miglior regia" con The Living and the Dead (2006)
- 1998 - British Independent Film Awards nominato come "Most Promising Newcomer" in ogni categoria con Strong Language (2000).

## Filmografia
- Laughter (1993) cortometraggio
- Phew (1994) cortometraggio
- Strong Language (2000)
- The Truth Game (2001)
- Club Le Monde (2002)
- The Living and the Dead (2006)
- The Handyman (2006) cortometraggio
- Red White & Blue (2010)
- British & Proud (2010) mediometraggio
- Bitch (2011) - episodio di Little Deaths
- P is for Pressure (2012) - episodio di The ABCs of Death
- Crowhurst (2016)
- Johnny Frank Garrett's Last Word (2016)
- Once Upon A Time in London (2019)